# 丁珮 (弘治進士)
丁珮（1451年—？），字大用，直隸六安衛軍籍，蘇州府長洲縣人，明朝政治人物。

## 生平
應天府鄉試第八十六名舉人。弘治三年（1490年）中式庚戌科會試第二百四十二名，二甲第十二名進士。授南京刑部主事，升兵部車駕司郎中。

## 家族
曾祖丁一公；祖父丁興；父丁文，母楊氏；繼母馮氏。严侍下。